# Wytalyj Makowezkyj
Wytalyj Makowezkyj (ukrainisch Виталий Маковецкий, wiss. Transliteration Vytalyj Makoveckyj; * 18. Januar 1967 in Kiew) ist ein ehemaliger sowjetischer Eisschnellläufer.
Makowezkyj erreichte im Jahr 1986 den zweiten Platz sowie im Jahr 1988 den dritten Platz im Sprint-Mehrkampf bei den sowjetischen Meisterschaften und trat international erstmals in der Saison 1985/86 in Erscheinung. Dabei lief er in Baselga di Piné seine ersten Läufe im Eisschnelllauf-Weltcup, wobei der fünfte Platz über 500 m sein bestes Ergebnis war. In der Saison 1986/87 erreichte er im Weltcup mit sieben Top-Zehn Platzierungen, darunter Platz zwei über 1000 m in Berlin den 13. Platz in der Gesamtwertung über 1000 m und den neunten Rang in der Gesamtwertung über 500 m. Im folgenden Jahr belegte er bei seiner einzigen Teilnahme an Olympischen Winterspielen in Calgary den 12. Platz über 500 m und bei der Sprintweltmeisterschaft 1988 in West Allis den zehnten Rang. Letztmals international startete er im Dezember 1988 beim Dynamo Cup in Berlin, wobei er den vierten Platz  über 500 m errang.

## Persönliche Bestleistungen
| Disziplin | Zeit        | Datum             | Ort    |
| --------- | ----------- | ----------------- | ------ |
| 500 m     | 36,91 s     | 12. Dezember 1986 | Almaty |
| 1000 m    | 1:13,90 min | 14. November 1986 | Almaty |
| 1500 m    | 2:02,40 min | 23. Oktober 1986  | Moskau |
| 3000 m    | 4:45,99 min | 26. Januar 1985   | Kiew   |
| 5000 m    | 7:56,12 min | 27. Oktober 1989  | Kiew   |